# Bulbophyllum griffithii
Bulbophyllum griffithii là một loài phong lan thuộc chi Bulbophyllum.